# Uromyces azorellae
Uromyces azorellae är en svampart som beskrevs av Cooke 1890. Uromyces azorellae ingår i släktet Uromyces och familjen Pucciniaceae.   Inga underarter finns listade i Catalogue of Life.